# (7859) Lhasa
(7859) Lhasa est un astéroïde de la ceinture principale.

## Description
(7859) Lhasa est un astéroïde de la ceinture principale. Il fut découvert le 19 octobre 1979 à l'Observatoire Kleť par Antonín Mrkos. Il présente une orbite caractérisée par un demi-grand axe de 2,76 UA, une excentricité de 0,14 et une inclinaison de 3,7° par rapport à l'écliptique.

## Compléments